# 領英
（/lɪŋktˈɪn/，Stock Symbol: ：LNKD），中文名為领英，是一款社群網路服務網站。完成註冊後會自動產生和帶入電子名片，專門為商業人士設立，堪稱具有社群功能的線上履歷始祖。不止求職者可在平台上更新自己的履歷，企業或雇主也能發布職位。

LinkedInscreen shot

截至 2015 年，領英大部分的收入來自向招募人員及專業銷售人員收取會員訊息的訪問權限。自2016年12月起正式成為 Microsoft 全資子公司，連結了全球雲端龍頭和專業社群龍頭。
截至2023年7月，LinkedIn擁有來自200個國家地區共9.3億註冊會員
。現今在Ryan Roslansky的領導下，LinkedIn採多元化的經營模式，收入主要來自付費帳戶、廣告業務、徵才解決方案。

## 歷史
- 成立于2002年12月，并于2003年5月自美国加利福尼亚州山景城启动營運[3]。
- 至2011年1月，LinkedIn有超过9000万的注册用户[4]。
- 2011年5月19日，LinkedIn在紐約證券交易所上市，每股價格訂45美元，市值42.5億美元，創下大型社群網站首次IPO的紀錄，盤後價格上漲2倍[5]。
- 至2012年1月，LinkedIn已经超过1.5亿的注册用户[6]。
- 2012年4月25日，LinkedIn宣布在香港開設辦事處，成為該公司全球第二十五間及亞太區第九間辦事處[7]。
- 併購：2012年5月4日，LinkedIn宣布以1.19亿美元收购SlideShare在线文档共享服务商[8]。
- 2013年2月至4月間，LinkedIn日本分公司進駐日本三菱地所株式會社旗下的東京丸之内的新創育成設施。
- 2013年9月4日，LinkedIn將發行540萬股A股，每股發行價訂為233美元，集資12億美元，用於產品開發及海外擴張[9]。
- 2014年2月，LinkedIn面向中國推出中文版。[10]
- 2015年4月10日LinkedIn以15億美元收購線上教育事業Lynda.com，是LinkedIn歷來最大手筆的併購交易，突顯該公司進一步跨足非社群領域[11]。
- 2015年6月23日，领英中国发布本土职场社交APP“赤兔”[12]。
- 2016年6月13日，微軟宣佈以每股182美元，斥資262億美元收購LinkedIn，7月4日微軟將其出價調高7.69%至每股196美元，總共312億美元收購LinkedIn[13]。
- 2021年10月15日，微软宣佈將关闭领英中国大部分的服务。[14]
- 2023年8月9日，領英正式關閉簡體中文版應用程式（領英職場）[15][16][17]。

## 目的
网站的目的是让注册用户维护他们在商业交往中认识并信任的联系人，这些人被称为“人脈”（Connections）。用户可以邀请他认识的人成为人脈。而用戶也可以使用平台來尋找、擴充自己的人脈，藉由這些人脈的串連與交流，透過領英找到適合的工作或更佳的工作機會。

## 功能
- 2011年7月，推出新的外掛功能，讓企業能在自己的網站開啟職缺後，讓對該職位有興趣的用戶直接點選「以LinkedIn」申請工作。求職者可以使用他們的 LinkedIn頁面做為履歷，同時也會將曾經投遞過的工作存在後台。[18]

- 2012年9月，推出用戶可以互相評比彼此技能的功能，讓 LinkedInProfile 頁面的可信度增加。[19]

- 2013年7月23日，LinkedIn推出了廣告服務。不論是個人或是企業都可以使用平台做廣告投放以接觸更多的潛在用戶。[20]

- 2015年5月7日，LinkedIn加入分析的工具，讓在平台上發布內容的用戶能更好地追蹤是哪些人在看，有多少人造訪效，效果如何。[21]

- 2016年9月12日，LinkedIn在印度推出了三個新功能：(1)LinkedInLite 給網速較慢的使用者；(2) LinkedInPlacement 專為學生設計的線上版本;(3)Starter Pack 專為小型及中小型企業設計的行銷套裝工具。[22]

- 2016年9月22日，推出 LinkedInLearning。讓想持續精進職業發展的自主職員與期望能培訓員工的雇主能在平台上找到學習的素材，而有很大一部分的內容源於收購的Lynda。[23]

- 2016年10月6日，推出 Open Candidates 功能，讓使用 LinkedIn進階功能的獵頭或人資，可以看到用戶是否積極地在尋找工作：此外，還更新了其他兩項功能，包括企業能下廣告的招聘頁面以及提供獵頭與企業新的聯繫管道。[24]

- 2017年1月19日，LinkedIn宣告即將推出新的桌機版使用者界面，新的界面據傳更簡潔、更像 App，也更像 Facebook 桌機板的界面。[25][26]

- 2021年2月8日，LinkedIn推 出新的演算法、系統與界面設計以降低性別、種族歧視、職缺類型差異曝光的不平等與偏見。[27]

- LinkedIn廣告也是其主要業務/功能之一，包括廣告營銷解決方案和銷售解決方案等。

## 批評
1. LinkedIn還收到一些批評，主要是針對E-mail地址進行採礦、與自動更新。
2. LinkedIn還允許其用戶彼此“認可”某些技能和經驗，被批評為毫無意義的，因為代言不一定準確，或誰也不熟悉某些成員的技能。
3. 用戶無法禁止 LinkedIn的推播郵件訊息造成使用者的困擾[28]。
4. 2021年4月9日LinkedIn證實有5億用戶的數據資料被竊並在網上出售[29]。

## 各地發展

### 敘利亞
2009年，LinkedIn停止接受來自給敘利亞的IP用戶申請。LinkedIn的客服表示，基於服務受美國出口和再出口管制法律和法規的約束，因此，據公司政策，不允許會員帳戶或從古巴、伊朗、朝鮮、蘇丹或敘利亞的用戶造訪。

### 中國業務

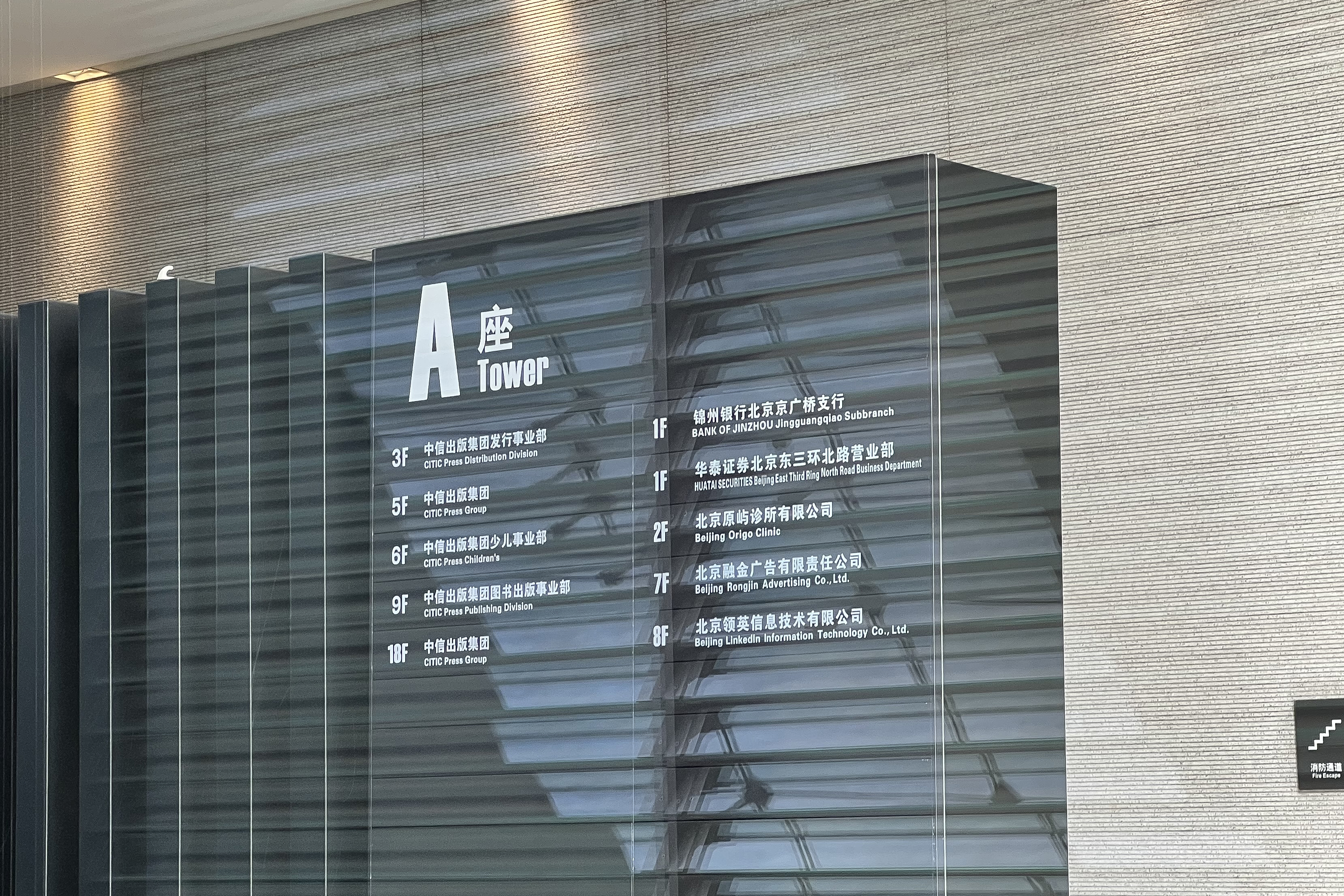
北京领英信息技术有限公司目前在东三环嘉铭中心A座设有办公区

2012年4月，LinkedIn在中國成立北京代表處。2014年1月，LinkedIn任命原糯米網首席執行官沈博陽為中國區總裁、全球副總裁，正式進入中國市場。而在此前，LinkedIn開通其官方的新浪微博。截至2014年2月，LinkedIn在中國擁有逾400萬使用其英文網站的用戶。2014年2月25日，LinkedIn增設簡體中文版本，官方中文名为“领英”。2014年3月6日领英开放注册。

LinkedIn首席執行官杰夫·韦纳在網誌中表示，該公司將不得不對用戶張貼的一些內容進行審查，以遵守中國的法規。但他認為，向中國用戶提供線上服務，好處超過上述那些憂慮。路透社引述韋納說，「在中國提供服務會帶來難題，但我們堅決推進顯然是正確決定」。韋納稱，公司近期已經申請了運行中國網站的ICP牌照，但暫不清楚何時能獲批。他表示，在牌照申請期間，中文網站仍舊可以運行。
領英將中文網站7%的股份，讓給兩家頗有背景的中國風投公司。公司使用軟件算法和人工審閱相組合的方式，在中國的中文和英文網站上，對當局認為具有政治敏感性的內容進行審查。如果發佈的內容被禁，用戶會收到電郵通知，稱帖子中包含「在中國遭到禁止的內容」，「將不會被LinkedIn在中國的會員看到」。同時，領英沒有為中文用戶提供某些重要功能，比如創建或加入群組，或是張貼長篇文章，而其他地方的用戶就可以開展公開討論、組建社區。曾有一些來自其他國家的用戶，發現自己在中國境內發佈的英文帖子，在全球範圍內也遭到了屏蔽而感到很憤怒。領英之所以採取這一類做法，是不想讓中國用戶接觸到任何可能會引來棘手政府審查的內容。2014年9月，領英放寬了這項政策，讓那些在中國大陸封禁的帖子可以在其他地方顯示出來。
2021年10月14日，领英中国发布致领英中国会员的一封信，称将对目前的战略进行调整，不再涵盖用户原创内容的发布与互动功能。微软称“还将继续与中国企业合作，帮助他们创造经济机会”。领英在同年12月推出“领英职场”（InJobs），是面向中国市场的新的独立求职应用程序，不包括社交订阅源（feed）、分享帖子或文章等功能。然而在去除社交功能后，领英在中国的发展仍未尽人意，市场份额远低于本土招聘网站。故领英于2023年5月宣布，于同年8月9日停止“领英职场”的服务，并大幅缩减在中国的团队规模。

### 封鎖
2011年2月24日，因為有用戶在LinkedIn上散播「中國茉莉花革命」的消息，網站遭防火长城屏蔽，導致用戶在中國大陸無法直接登入；該網站此前並未遭到屏蔽。網站在翌日被解封。同年3月11日，LinkedIn在刊登的最新公司简介中说，中国封闭其网站的可能性对在该公司首次公开募股中投资的人构成一种新的风险。公司不能保证中国政府不会较长时间或者永久性地屏蔽其网站。

### 俄羅斯
2016年8月4日，莫斯科一家法院裁定，LinkedIn因違反新的數據保留法律而在俄羅斯被封鎖，該法律要求將俄羅斯公民的用戶數據存儲在該國的服務器上。該禁令於2016年11月10日生效，此後所有俄羅斯ISP都開始阻止用戶造訪LinkedIn網站。 2017年1月，LinkedIn的應用程式也被俄羅斯Google Play Store和iOS App Store禁止。